# Alexandre Tansman
Alexandre Tansman (12. juni 1897 i Lodz, Polen – 15. november 1986 i Paris, Frankrig) var en polsk komponist og pianist.
Tansman komponerede 9 symfonier og 2 klaverkoncerter i neoklassisk stil. Han var kendt som klavervirtuos. 

## Udvalgte værker
- Symfoni nr. 1 (1917) - for orkester
- Symfoni nr. 2 (1926) - for orkester
- Symfoni nr. 3 "Symfoni Koncertante" (1931) - for violin, bratsch, cello, klaver og orkester
- Symfoni nr. 4 (1936-1939) - for orkester
- Symfoni nr. 5 (1942) - for orkester
- Symfoni nr. 6 - "Til minde" (1944) - for blandet kor og orkester
- Symfoni nr. 7 - "Lyrisk" (1944) - for orkester
- Symfoni nr. 8 - "Musik for orkester" (1948) - for orkester
- Symfoni nr. 9 (1957-1958) - for orkester
- Kammersymfoni (1960) - for orkester
- 2 Klaverkoncerter (1925, 1927) - for klaver og orkester
- Cellokoncert (1963) - for cello og orkester
- Violinkoncert (1937) - for violin og orkester